# Jüdische Gemeinde Korb
Eine jüdische Gemeinde in Korb, einem Ortsteil der Stadt Möckmühl im Landkreis Heilbronn im  nördlichen Baden-Württemberg, hat seit dem 18. Jahrhundert bestanden. Die jüdische Gemeinde hatte 1833 ihre größte Mitgliederzahl, ging danach durch Abwanderung stark zurück und wurde am 27. August 1903 aufgelöst.

## Geschichte

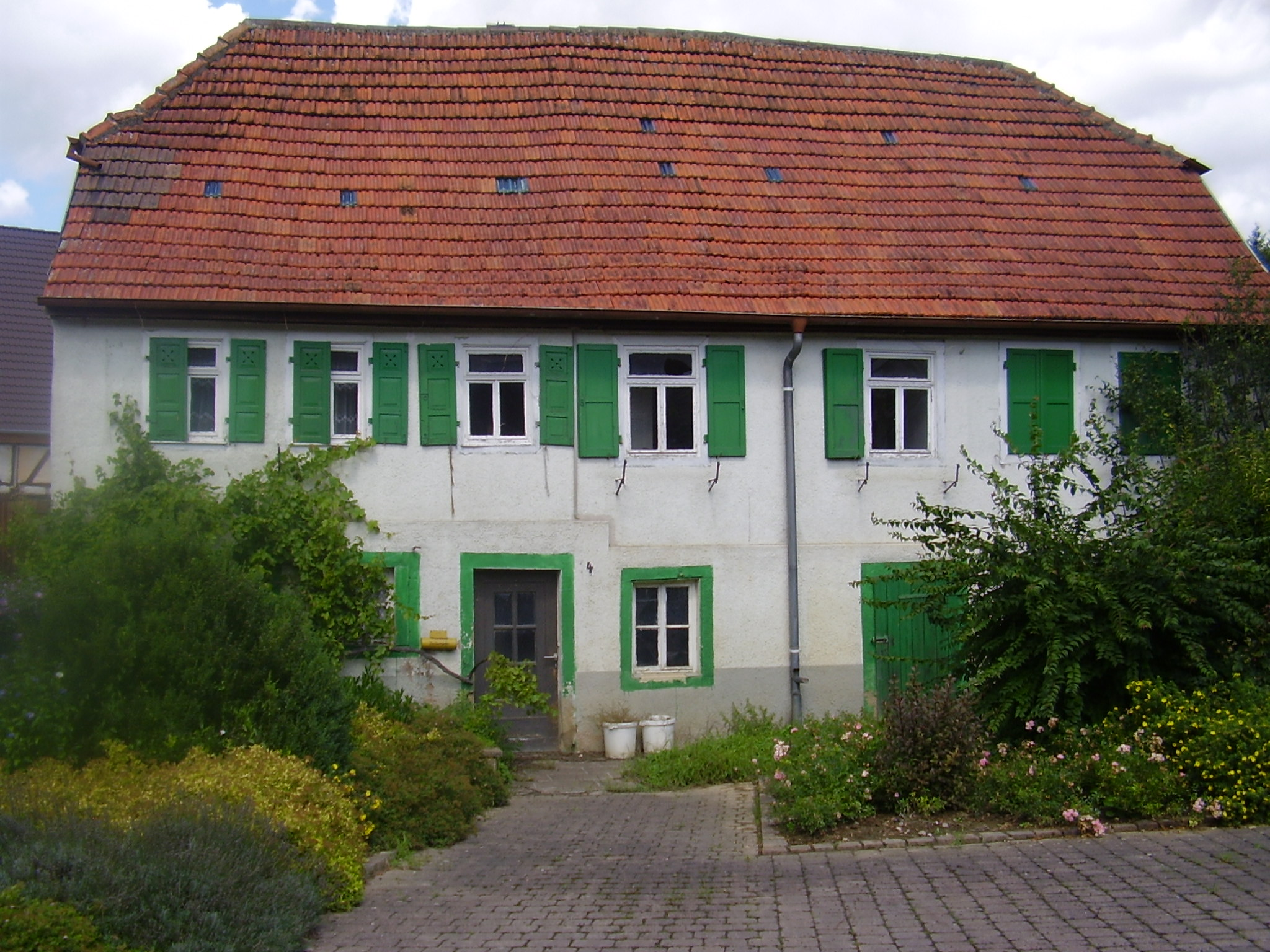
Ehemalige Synagoge in Korb

Korb kam aus dem Besitz der Herren von Berlichingen 1806 an das Königreich Württemberg und durch Tausch 1846 an Baden. 1832 kam bei der Organisation der israelitischen Religionsgemeinschaft in Württemberg die jüdische Gemeinde Korb als Filialgemeinde zur jüdischen Gemeinde Olnhausen und mit dieser zum Bezirksrabbinat Berlichingen. Durch die Angliederung 1846 an Baden kam die nun wieder selbständige jüdische Gemeinde zum badischen Bezirksrabbinat Merchingen.
Im  Dachgeschoss des ehemaligen Wohnhauses der Familie Rosenfeld, die als letzte jüdische Familie 1926 Korb verließ, erinnern noch Bemalungen an die Nutzung als Synagoge. Das Haus wurde 1824 erbaut, und 1866 befand sich auch das Schullokal und das Frauenbad in diesem Gebäude.
Bis zur Mitte des 19. Jahrhunderts war der Anteil der jüdischen Einwohner im Dorf sehr hoch und ging danach durch Fortzug in benachbarte größere Orte wie Adelsheim und Sennfeld oder Auswanderung nach Amerika stark zurück. Die Toten der jüdischen Gemeinde wurden zunächst auf dem jüdischen Friedhof Berlichingen und seit 1885 auf dem jüdischen Friedhof Sennfeld bestattet.

## Nationalsozialistische Verfolgung
Das Gedenkbuch des Bundesarchivs verzeichnet 7 in Korb geborene jüdische Bürger, die dem Völkermord des nationalsozialistischen Regimes zum Opfer fielen.

## Bürgerliche Namen
Als alle Juden in Württemberg  1828 erbliche Familiennamen annehmen mussten, nahmen die 25 Familienvorstände der Korber Juden folgende Namen an: Maas (4), Neuberger (4), Ehrenberg (2), Levi (2), Neumann (2), Rosenfeld (2), Stern (2), Straus (2), Bauland (1), Blum (1), Hirsch (1), Rosenthal (1) und Stein (1).

## Gemeindeentwicklung
| Jahr | Gemeindemitglieder |
| ---- | ------------------ |
| 1806 | 86 Personen        |
| 1826 | 92 Personen        |
| 1828 | 90 Personen        |
| 1833 | 102 Personen       |
| 1838 | 99 Personen        |
| 1841 | 78 Personen        |
| 1864 | 54 Personen        |
| 1871 | 36 Personen        |
| 1880 | 22 Personen        |
| 1890 | 19 Personen        |
| 1900 | 17 Personen        |